# اختراع دوباره چرخ

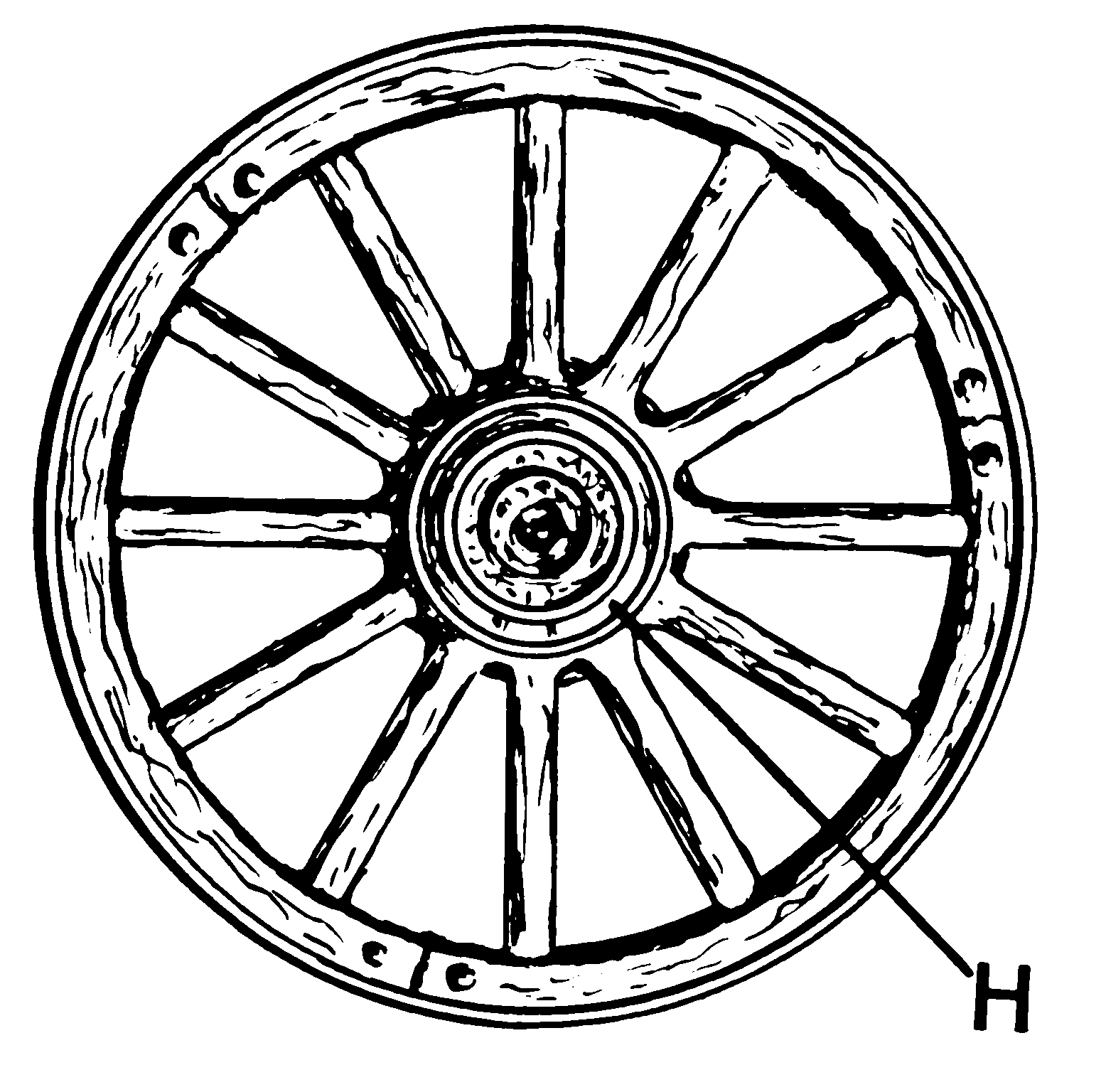
اختراع چرخ

اختراع دوباره چرخ تکرار یک روش است که که قبلاً توسط دیگران ابداع شده یا بهینه‌سازی شده است. این اصطلاح استعاره‌ای از این واقعیت الهام گرفته است که چون چرخ جزو الگوهای کهن نبوغ انسان است، و ریشه‌های باستانی که زمینه آن را نشان می‌دهد زیاد است، هنوز به همان شکلی که در طول تاریخ ساخته می‌شد ساخته می‌شود. بنظر نمی‌رسد نقص عملیاتی در اختراع چرخ وجود داشته باشد و هرگونه تلاش برای اختراع دوباره آن ممکن است بی‌معنی باشد و هیچ ارزشی را به آن اضافه نکند و فقط می‌تواند اتلاف وقت و انحراف منابع پژوهشگر از اهداف شایسته‌تری باشد که پژوهشگر می‌تواند مهارتهای خود را به‌طور قابل ملاحظه‌ای در آنها پیشبرد دهد.